# Upper Pohatcong
Upper Pohatcong – jednostka osadnicza w Stanach Zjednoczonych, w stanie New Jersey, w hrabstwie Warren.